# Jacques Mercier (1776-1858)
Pour les articles homonymes, voir Jacques Mercier et Mercier.
Jacques « La Haye » Mercier, né le 29 avril 1776 à Paris où il est mort le 5 mars 1858, est un industriel et un homme politique français.

## Biographie

### Le «point d'Alençon»
Issu d'une famille originaire de Saint-Nicolas-des-Bois, près d'Alençon, son père, Thomas Mercier, dit « La Haye » (1729-1819), était écuyer, fourrier des logis de la Reine puis procureur du duc de Montmorency, et devenu un riche fabricant et négociant de toiles et surtout de dentelles : le fameux « point d'Alençon ». Un de ses biographes dira que sa fortune avait « une origine bizarre et qui donna fort à causer aux commères normandes ».
Mercier reprend en 1798, à la mort de son oncle, la direction de la fabrique du point d'Alençon fondée par son père en 1760. Il ouvre par la suite une filature à vapeur de coton, de chanvre et d'étoupe, première installation de ce type à Alençon.
Vers 1825, il installe les premiers tissages mécaniques permettant ainsi à l'industrie toilière de se redresser. Malgré ses efforts, le secteur périclitait. Il eut beau, vers 1830, tenter de ranimer la production de la manufacture de dentelle installée dans son château de Lonrai (que son père avait racheté, le 17 janvier 1792, au duc de Montmorency), en faisant appliquer du point d'Alençon sur un tulle mécanique, il se retrouva, dès 1844, très endetté.
Son activité professionnelle l'avait conduit au sein du conseil des manufactures. On le retrouve ensuite président du tribunal de commerce (par intermittence de 1818 à 1847).

### L'engagement politique à Alençon
S'intéressant à la vie de la cité, Mercier s'investit dans la politique départementale, puis municipale : nommé conseiller général, en 1801, il devint président du conseil général de l'Orne en 1810. Révoqué à la seconde Restauration, il réintégra le conseil après les Trois Glorieuses.

La mairie d'Alençon.

Membre du conseil municipal d'Alençon depuis 1804, l'Empereur l'appela au poste de maire de la ville en 1808. Mercier reçoit Napoléon Ier en 1811 : il obtint de ce dernier un décret autorisant la construction d'un palais de justice et l'installation d'un lycée pour deux cents pensionnaires. Le jour du départ de Napoléon, il invite les conseillers en espérant que les souverains « ne pourront voir dans cette démarche du conseil municipal qu'une nouvelle preuve du sincère et respectueux attachement qu'il leur porte ».
Pourtant, Mercier, fait baron de l'Empire en 1811, ira offrir ses services à Louis XVIII, après l'abdication de Fontainebleau (6 avril 1814). Quatre jours plus tard, les membres du conseil municipal « spontanément réunis sous la présidence de M. le baron Mercier, maire, [...] jurent amour, respect et fidélité inviolable » au roi restauré. De plus, le conseil fit débaptiser les places « Bonaparte » (actuelle « Foch ») et « Napoléon » (actuelle « Marguerite de Lorraine ») pour leur substituer les noms de « Bourbon » et de « Saint-Léonard ». Le maire est alors fait chevalier de la Légion d'honneur.

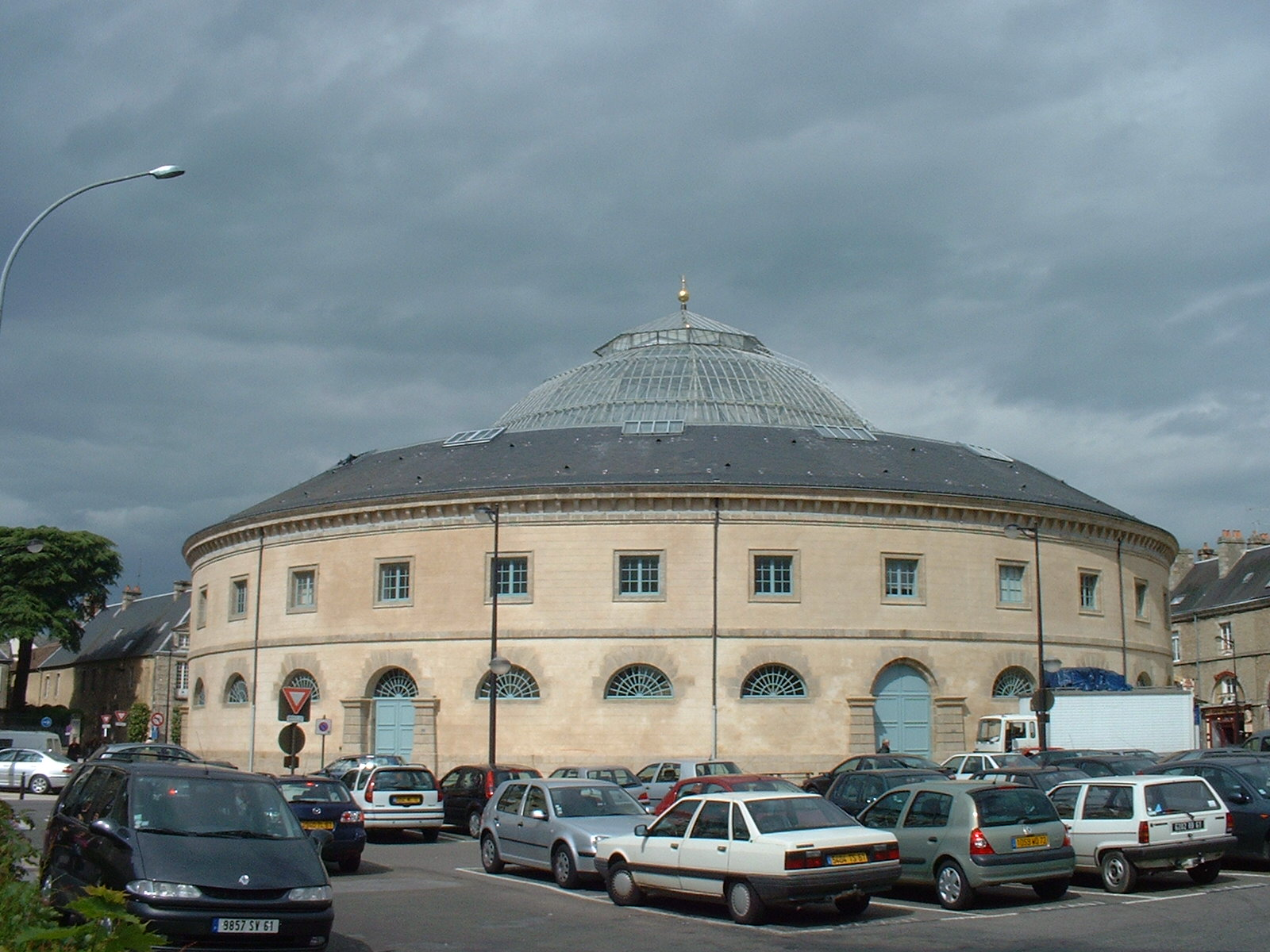
La halle aux blés d'Alençon.

À une époque où les édiles municipaux ne savent plus à quel souverain se vouer, le conseil alençonnais avec Jacques Mercier à sa tête, jura « obéissance aux constitutions de l'Empire et fidélité à l'Empereur » de retour de l'Île d'Elbe (1815).
Mercier exerça sa fonction de maire jusqu'en août 1815. Dans les mêmes temps, il avait été élu représentant à la Chambre des Cent-Jours (15 mai 1815) par le collège du département de l'Orne.
En 1820, il fait voter l'établissement du champ de foire d'Alençon (inscrit parmi les sites classés en 1933) sur l'ancien cimetière Saint-Blaise. À l'origine de la construction de la halle aux blés, il y fit construire à proximité d'élégantes maisons de commerce (1828) ainsi qu'un théâtre, démoli en 1951.
Maire provisoire du 9 décembre 1851 au 25 mars 1852, il est démissionnaire, étant élu député le 29 février précédent, mais il est immédiatement nommé par le préfet membre de la commission municipale.

### Député de l'Orne
Après le retour de Gand de Louis XVIII, il vécut quelques années éloigné de la politique. Ses idées libérales le désignèrent au renouvellement quinquennal du 9 mai 1822, au choix de ses concitoyens ; mais il échoua dans le 1er arrondissement de l'Orne (Alençon) : avec 129 voix contre 164 à l'élu, M. Thiboult-Dupuisac. Il fut plus heureux aux élections du 17 novembre 1827, et fut élu député par 131 voix contre 99 voix à M. Château-Thierry-Dubreuil. Il siégea dans l'opposition constitutionnelle et vota l'adresse des 221 contre le ministère Polignac.
Réélu le 23 juin 1830 par 145 voix contre 112 à M. de Chambray ; le 5 juillet 1831 par 145 voix contre 39 voix au comte Bonet, il contribua à l'établissement de la Monarchie de Juillet, vota pour les ministres, et obtint de nombreuses faveurs pour sa famille. Cette attitude le fit échouer aux élections du 21 juin 1834 avec 107 voix contre l'élu, M. Libert.
Le baron Mercier revint alors à l'opposition et fut de nouveau et successivement réélu dans son arrondissement le 4 novembre 1837, par 135 voix ; le 2 mars 1839, par 137 voix ; le 9 juillet 1842, par 147 voix contre 124 voix à M. Druet-Desvaux. 
Il siégea obstinément à gauche, repoussa l'adresse de 1839, combattit le ministère Molé, vota contre la dotation du duc de Nemours, pour les incompatibilités et l'adjonction des capacités, contre l'indemnité Pritchard.
Bien que sa situation professionnelle fût des plus difficiles (il se retrouve, dès 1844, très endetté), il se porta néanmoins candidat à l'Assemblée constituante, le 17 septembre 1848, dans une élection partielle dans l'Orne, il échoua avec 4 143 voix, contre 10 619 à l'élu, M. de Vaudoré, 9 734 à Louis-Napoléon Bonaparte, 7 853 à Hippolyte Passy et 6 248 à M. Berryer-Fontaine.
Il se rallia alors à la politique du prince-président et fut élu député au Corps législatif, dans la 1re circonscription de l'Orne, avec l'appui officiel, le 29 février 1852, par 25 514 voix contre 2 432 à Pierre-Louis Roederer et 541 à Jacques-Matthieu-Louis Druet-Desvaux. Ardent impérialiste, il soutint énergiquement le pouvoir, déclara, le 24 juin 1852, que « si le ministère de la Police n'existait pas, il faudrait l'inventer », et répondit un jour au président qui l'interrompait : « Mais laissez-moi donc parler, moi, je ne suis pas de l'opposition ». Réélu, le 22 juin 1857, par 17 969 voix, il ne cessa de figurer parmi les fidèles du Second Empire.
Il mourut un mois après avoir été renversé par une voiture en sortant du Corps législatif et fut inhumé au cimetière de Lonrai.
Paul de Chazot remplaça Mercier à l'Assemblée.

### Vie familiale
Jacques fut l'unique fils de Thomas Mercier, dit La Haye (13 novembre 1729, Saint-Nicolas-des-Bois-24 décembre 1819, Lonrai), écuyer, fourrier des logis de la Reine et procureur du duc de Montmorency, riche fabricant et négociant de toiles et surtout de dentelles, issu du premier mariage de ce dernier avec sa cousine Anne Françoise Mercier (1750-1776).
Il épousa le 21 décembre 1798 (Noisy-le-Grand) Olympe Madeleine Le Couteleux de La Noray du Molay (4 décembre 1780, Paris-1er septembre 1863 (ou 1867), Alençon), fille de Barthélémy Jean Louis Le Couteulx de La Noraye 
(10 mars 1752, Paris-15 juillet 1799, Noisy-le-Grand), banquier, directeur de la banque Le Couteulx à Paris, Secrétaire de la chambre et du cabinet du Roi.
De leur mariage, dont Guillaume François (1782-1832), député du Calvados, fils de Jacques-Guillaume Thouret), fut le témoin, naquirent :
- Thomas Louis (16 décembre 1800, Paris-6 novembre 1882, Paris), 2e baron Mercier, sous-préfet d’Alès (5 juin 1831), Préfet du Vaucluse (14 juillet 1833), Préfet du Finistère (21 septembre 1834), Préfet de la Manche (21 octobre 1836), Préfet de l'Oise (29 septembre 1842), Préfet du Pas-de-Calais (4 janvier 1847), Député de la Mayenne (1852-1870), Chevalier (octobre 1832), puis, Officier (février 1840), puis Commandeur de la Légion d'honneur (août 1864), marié le 20 mai 1826 avec Alexandrine Roederer (14 février 1811, Spoleto-17 mai 1892, Senlis), fille du baron de l'Empire, préfet et pair de France Antoine-Marie Roederer, dont :
  - Pierre Louis Lucien (26 janvier 1827, Alençon-18 avril 1887, Aignan), 3e baron Mercier, sous-préfet de Mortain (12 juillet 1850), sous-préfet d’Yvetot (9 mai 1852), sous-préfet de Langres (29 octobre 1853), sous-préfet de Châteaudun (8 avril 1856), sous-préfet de Saintes (10 avril 1858), secrétaire général de la préfecture de la Gironde (18 mai 1861), sous-préfet de Vienne (Isère) (24 mai 1862), sous-préfet de Saint-Denis (31 janvier 1870-8 avril 1870),  chevalier de la Légion d'honneur, marié avec Athénaïs Delecey de Récourt, dont :
  - Pierre Thomas Marie Antoine (27 novembre 1854, Langres), 4e baron Mercier, Capitaine au 2e régiment de cuirassiers, chevalier de la Légion d'honneur, marié le 23 octobre 1884 avec Charlotte Joséphine Marie Suzanne de Reyniac, dont :
    - Pierre Rieul Marie Joseph Antoine (né le 6 octobre 1886, Senlis) ;
    - Hubert Marie Joseph Lucien François (né le 10 janvier 1889, Cernay (Seine-et-Oise) ;
    - Jean Albert Marie Joseph Vincent (né le 28 février 1890, Lunéville) ;
    - ainsi qu'une fille ;
    - et deux autres garçons ;

  - Adélaïde Gabrielle (née le 9 octobre 1828), mariée en 1847 avec Paul Guibourg (né le 25 juillet 1813), sous-préfet de Béthune (25 janvier 1849-1853), sous-préfet de Fontainebleau (17 août 1853-17 septembre 1870), chevalier de la Légion d'honneur ;
- Élise Madeleine (2 septembre 1802, Alençon-19 novembre 1872-Paris), mariée le 2 septembre 1823 avec Jean Clogenson, conseiller à la Cour d'appel de Rouen ;
- Sophie Madeleine (29 janvier 1805, Alençon-26 mai 1886, Paris), mariée le 6 avril 1825 avec Charles Just Houël, président du tribunal de Louviers ;
- Charles Oscar (28 octobre 1814, Alençon-4 décembre 1871, Brest), receveur des finances, marié le 29 avril 1862 avec Antoinette Potier, dont :
  - un fils ;
- Anne-Camille (13 avril 1817, Alençon-13 janvier 1910-Paris), mariée le 19 septembre 1836 (Lonrai) avec Nelzir Allard (27 octobre 1798, Parthenay-23 octobre 1877-Paris), polytechnicien (1815), général de division du génie, Député des Deux-Sèvres (1837-1848), président de section au Conseil d'État sous le Second Empire, Chevalier (27 décembre 1830), officier (19 avril 1843), commandeur (12 mai 1855), puis Grand officier de la Légion d’honneur (6 août 1860), dont postérité.

## Fonctions
- Conseiller municipal d’Alençon (1804) ;
- Maire d’Alençon (1808-août 1815, 9 décembre 1851-25 mars 1852) ;
- Conseiller général de l'Orne (1801, 1831, 1839) ;
- Président du conseil général de l'Orne (1810-1812, 1834-1839) ;
- Représentant de l'Orne à la Chambre des Cent-Jours (15 mai 1815) ;
- Député de l'Orne (17 novembre 1827-21 juin 1834, 4 novembre 1837-17 septembre 1848, 29 février 1852-mars 1858) ;
- Membre du Conseil des manufactures ;
- Président du tribunal de commerce (par intérim en 1818, 1821-1823, 1825-1827, 1830-1832, 1843-1847).

## Titres
- 1er Baron Mercier et de l'Empire (février 1811, lettres patentes du 15 septembre 1811 ; confirmé en 1814).

## Distinctions
- Légion d'honneur [11]:
  - Légionnaire (première Restauration), puis,
  - Officier de la Légion d'honneur (août 1855).

## Règlement d'armoiries
« Coupé : au I parti d'azur au chevron d'or accompagné de trois colombes d'argent et du quartier des Barons Maires ; au II d'or au lion d'azur. »

## Hommage, honneurs ou mentions
- Une rue d'Alençon, située dans le quartier du Champ-Perrier, porte son nom depuis 1963.